# Kakanur, Badami
Kakanur là một làng thuộc tehsil Badami, huyện Bagalkot, bang Karnataka, Ấn Độ.